# 文立正故居
文立正故居，位于湖南省衡山县东湖镇天柱村，始建于清光绪年间，是抗日军人文立正的出生地，为湖南省文物保护单位。

## 建筑概况
文立正故居在清朝光绪年间始建，大门朝向南方，以泥土和木材作为主要建筑材料，建筑成横向一字排开，宽度近似于三架梁的之宽，屋顶成两面坡状，屋檐向外伸至山墙之外，屋顶面采用小青瓦，建筑面积共130.65平方米。

## 修缮工作
2015~2016年，文物部门对文立正故居进行修缮工作，之后将在故居内布展，以展示文立正生平事迹。